# Bayerisches Kriegsarchiv

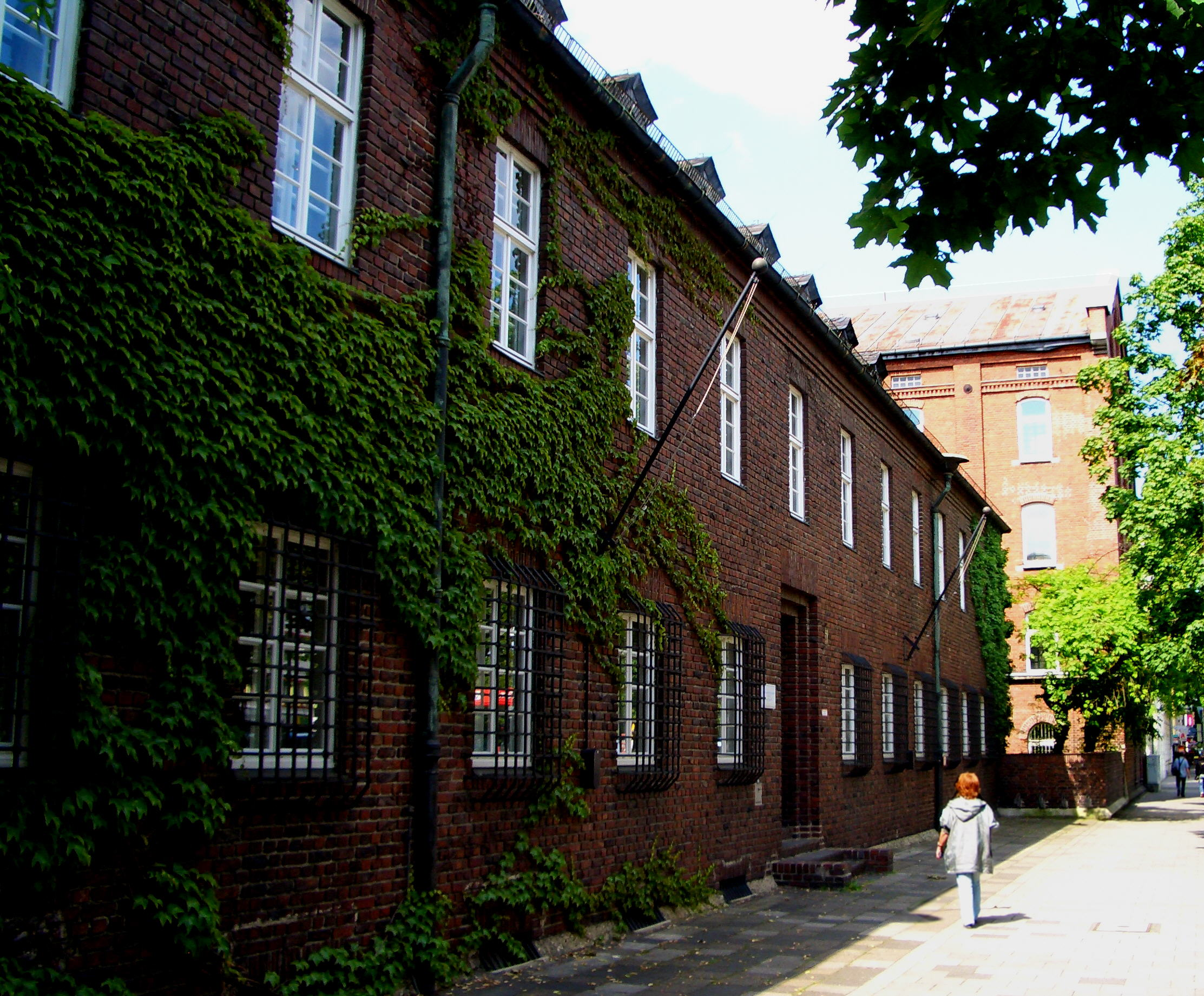
Südwesttrakt; im Hintergrund Nordosttrakt

Das Bayerische Kriegsarchiv wurde 1885 gegründet und dient der Aufbewahrung von Unterlagen und Materialien zur bayerischen Militärgeschichte. Es ist heute als Abt. IV Teil des Bayerischen Hauptstaatsarchivs. Sein Gebäude befindet sich in Neuhausen-Nymphenburg in der Leonrodstraße 57.

## Geschichte
Die Grundlagen des Archivs sind der sogenannte Alte Bestand, Akten, die bis ins 17. Jahrhundert zurückgehen. Diese wurden ab 1866 im Münchner Allgemeinen Reichsarchiv gelagert. 1885 wurde das Bayerische Kriegsarchiv als eine dem bayerischen Generalstab nachgeordnete Behörde gegründet. Hauptaufgabe des Archivs war es, eine möglichst komplette Geschichte der Bayerischen Armee zu erstellen. 1920 wurde es dem Auswärtigen Amt unterstellt, kam jedoch 1933 wieder in die Zuständigkeit Bayerns und wurde dann von der Bayerischen Staatskanzlei verwaltet. 1937 wurde es in Heeresarchiv München umbenannt und dem Deutschen Heeresarchiv zugeschlagen. 1946 wurde das Archiv endgültig an das Bayerische Hauptstaatsarchiv angeschlossen. 1949 übernahm es die Unterlagen (v. a. bayerische Kriegsstammrollen und -ranglisten aus dem Ersten Weltkrieg) der früheren Zweigstelle München des Zentralnachweiseamt für Kriegerverluste und Kriegsgräber, die nach 1919 im Zeughaus in der Lothstraße eingerichtet worden war.

## Aufgaben
Das ursprüngliche Ziel, eine Geschichte der Bayerischen Armee herauszugeben, wurde bis 1935 verfolgt. Insgesamt erschienen acht Bände, die die bayerische Kriegsgeschichte bis 1914 behandeln. Zwischen 1882 und 1925 wurde eine eigene militärgeschichtliche Zeitschrift herausgegeben. Ab 1921 erschienen im eigenen Verlag knapp 100 Kriegsgeschichten bayerischer Regimenter in der Reihe Erinnerungsblätter deutscher Regimenter, daneben weitere Veröffentlichungen zur Geschichte der bayerischen Armee während des Ersten Weltkriegs. Eine der Hauptpublikationen war das 1928 verausgabte Gedenkwerk Bayerns Goldenes Ehrenbuch, in dem die Träger bzw. die Verleihungssachverhalte der höchsten bayerischen Kriegsauszeichnungen des Ersten Weltkriegs verzeichnet sind.
Die heutige Aufgabe des Archivs besteht in der Quellenbereitstellung für die militärgeschichtliche Forschung. Durch den großen Bestand an gesammelten Materialien aus allen Bereichen dient das Kriegsarchiv auch vielen anderen Forschungsbereichen zur bayerischen Geschichte.

## Bestand
Die Bestände gliedern sich in folgende Bereiche
- Altbestand (Dreißigjähriger Krieg bis 1914)
- Militärbehörden vom 17. Jh. bis nach dem Ersten Weltkrieg (unter anderem Kriegsministerium, Bayerischer Militärbevollmächtigter in Berlin, Generalstab, Oberste Waffenbehörden, Feldzeugmeisterei, Militär-Bildungs- und Lehranstalten)
- Truppenakten aus dem Ersten Weltkrieg (unter anderem Heeresgruppe Kronprinz Rupprecht)
- Folgeeinrichtungen der Bayerischen Armee (unter anderem Reichswehrgruppenkommando 4, Generalkommando Oven, Freikorps, Bayerische Landespolizei 1919–1935)
- Personalakten (circa 450.000)
- Handschriften und Nachlässe (unter anderem von Graf Rumford, Johann Nepomuk von Triva, Felix Graf von Bothmer, Konrad Krafft von Dellmensingen, Emil Leeb, Wilhelm Ritter von Leeb)
- Karten, Pläne, Bilder
- Fotografien (circa 500.000)
- Druckwerke (Bibliothek mit 28.000 Bänden)

## Standort

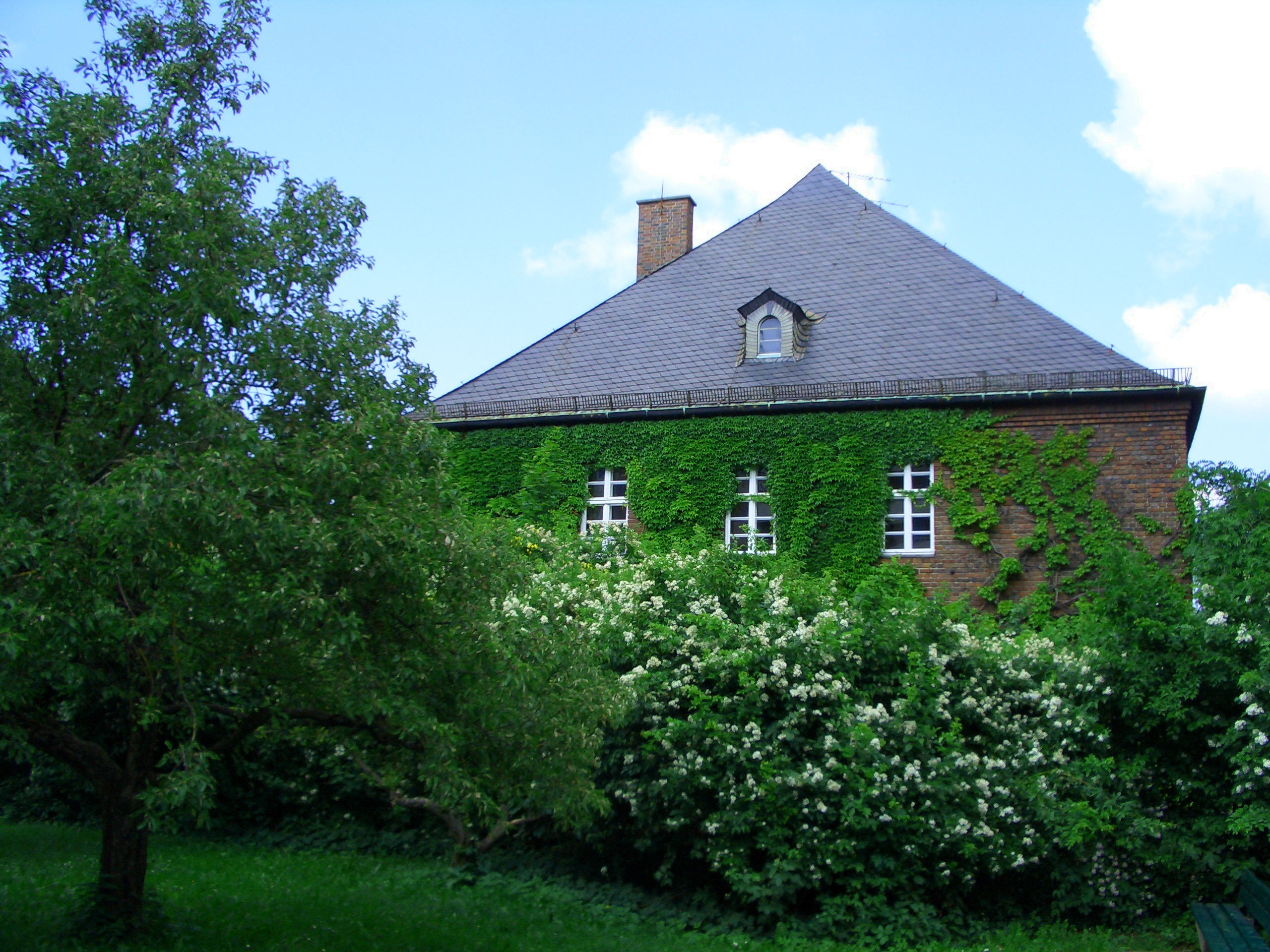
Garten

Das Bayerische Kriegsarchiv befindet sich im Münchner Stadtbezirk Neuhausen-Nymphenburg. Der zweigeschossige Rohbacksteinbau mit Walmdach stammt aus dem Jahr 1928; ebenfalls zum Kriegsarchiv gehört ein anschließendes dreigeschossiges Gebäude mit Satteldach, gebaut um 1890, auch mit Rohziegelfassade. Beide Gebäude stehen unter Denkmalschutz.
Im Garten des Archivs stehen alte Obstbäume; er ist heute in städtischer Hand und als öffentliche Grünanlage frei zugänglich.